# Bokförlag
Ett bokförlag (även förlag) är ett företag som ger ut böcker. Bokförlagets uppgift är dels att uppmärksamma kommersiellt gångbara manuskript som förlaget vill trycka, dels att sköta processen från produktion till försäljning.

## Förlagens roll
Bokförlag utgör ett mellanled mellan författare, tryckeri och bokhandel, som tillsammans utgör bokbranschen. En viktig uppgift för förlagen är att finansiera tryckningen av en upplaga, men även urval, redigering, formgivning och marknadsföring är betydelsefulla inslag i förlagens verksamhet. Förlag tar dels ställning till insända manus, dels initierar de aktivt projekt (beroende på inriktning) med till exempel forskare för att ta fram relevant akademisk litteratur. Många förlag har startat som sidoaktiviteter till tryckerier. En del förlag driver också egen bokhandel till slutkunder. Förlag kan vara knutna till folkrörelser, tidningar och företag, och ha särskilda förutsättningar för sin utgivning och försäljning. Läromedelsförlag kan ha enbart skolor som kunder, och vänder sig aldrig till bokhandeln. Tankesmedjor är i stor utsträckning bokförlag. Det mesta som skrivs om bokförlag och bokbranschen handlar dock om allmänna förlag som ger ut skön- och facklitteratur som riktar sig till hela folket, utan organisatoriska avgränsningar.
Nya författare skickar sina manuskript till förlag i förhoppningen att bli utgivna. De flesta får avslag, vilket kallas refusering. Författare som en gång blivit publicerade, stannar av tradition på samma förlag. När förlaget beslutat om utgivning, skrivs ett förlagsavtal med författaren. Det kan omfatta en viss procent av intäkterna eller nettovinsten, och författaren brukar få ut ett förskott, när avtalet skrivs under. Relationen mellan författare och förlag har ofta varit ansträngda. Under 1990- och 2000-talet har det blivit vanligare än tidigare att författare skickar sina manuskript till flera förlag samtidigt, för att öka sina chanser och kunna välja det bästa anbudet. Det har också blivit vanligare att författare vänder sig till litterära agenter, som sköter förhandlingarna med olika förlag, motsvarande managerns roll för musikartister. Förlagen har traditionellt investerat i nya författare, som ett slags riskkapital, på bekostnad av de mer etablerade och lönsamma författarna. I protest mot detta grundade några väletablerade svenska författare Piratförlaget 1999, där de själva är delägare och kan ge sig själva en högre ersättning.
Författare som själva bekostar upptryckning och marknadsföring av sina böcker, sägs ge ut dem "på eget förlag", även kallat egenutgivning (self-publishing på engelska). Detta är vanligt bland författare som har skrivandet som hobby eller som blivit refuserade upprepade gånger. Upplagorna är vanligen mindre än hos de större förlagen. Men egenutgivning, som fått ett uppsving via beställtrycktekniken de senaste åren, är inte längre ett entydigt kvalitetsmärke. Det är heller inte de stora förlagens utgivning, som alltmer fokuserats på storsäljare baserade på ytlig populärlitteratur eller med kändisar som författare.

## Historik

### Bakgrund
Bokförlaget växte fram ur två andra verksamheter – tryckeriet och bokhandeln. Tillsammans utgör dessa tre verksamheter bokbranschen.
Med boktryckarkonstens framväxt inledde tidiga tryckare som Anton Koberger (i Nürnberg) och Aldus Manutius en omfattande marknadsföring av egentryckta böcker. Oxford University Press grundades redan 1478, och under det kommande seklet hade viktiga boktryckare som Christophe Plantin (i Antwerpen), Johann Froben (i Basel) och familjen Elzevier (i Leiden) en omfattande förlagsverksamhet. Den fria förlagsverksamheten gynnades av den växande borgerliga läsekretsen, med efterfrågan på böcker för både bildning och underhållning. Snabbast gick denna utveckling i England, där den realistiskt inriktade romanen fick sitt genombrott.
Bokhandeln fick också en allt viktigare roll, och ett antal framgångsrika förlag föddes under denna tid ur bokhandelsrörelser. Även författarens roll förändrades och blev friare, med framväxten av en bokläsande publik allt mindre beroende av konkreta uppdragsgivare och mecenater.
Bokmarknaden i Europa expanderade kraftigt under 1830- och 1840-talen. Vid denna tid presenterade sig ett antal än idag nationella ledande bokförlag, inklusive franska Hachette, tyska Bertelsmann och brittiska Collins. I Sverige grundades vid denna tid Norstedts (1823) och Bonniers (1837).

### Digitalisering
Internets snabba spridning på 1990-talet har fått flera återverkningar på bokbranschen. Redan ett årtionde tidigare hade datoriseringen av redigering och tryckning rationaliserat bort typografens yrke och gjort att författare kunde skicka sina manuskript till flera förlag utan att behöva skriva ut dem för hand.
Försäljning över Internet lämpar sig väl för böcker, som är standardiserade produkter med bra kataloguppgifter. Jeff Bezos tog fasta på detta, när han 1995 grundade den amerikanska nätbokhandeln Amazon.com, som blivit världens största bokhandel. Amazon har etablerat sig i flera europeiska länder, däribland i Sverige. Den svenska nätbokhandeln har dominerats av Bokus och Adlibris, grundade 1996 respektive 1997. Bokus tillhör numera Kooperativa förbundet och Adlibris har Bonniers som huvudägare. Att marknaden domineras av så få aktörer, är problematiskt för bokförlagen, som har svårt att förhandla på jämlika villkor. Övergången till nätbokhandel med två rikstäckande aktörer kan ses som sista ledet i de fristående bokhandlarnas uppgående i butikskedjor.
Även självpublicering har blivit enklare genom Internet och här tillhandahåller exempelvis Amazon.com genom CreateSpace och print-on-demand en alltmer anlitad väg. Många skribenter med en åsikt väljer att starta en blogg i stället för att skriva böcker. Men webbplatser som amerikanska Lulu.com och svenska Vulkan (grundad 2007) underlättar också för den som själv vill ge ut en bok.
Övergången från tryckta pappersböcker till digitala dokument och e-böcker (elektroniska böcker) är på sikt en ännu svårare utmaning för bokförlagen. Behovet att finansiera tryckningen av en upplaga försvinner om skriften kan laddas ner över Internet, vilket gör att både boktryckare och bokförlag förlorar sin viktigaste roll. Men om ett digitalt dokument kan kopieras (eller piratkopieras) och spridas nästan gratis, är det också tveksamt var de försäljningsintäkter ska uppstå som författare ska leva av. För pappersboken utgjorde mångfaldigandet en fysisk svårighet, och upphovsrätten skapades för att säkerställa relationen mellan författare och förlag. Med digitala dokument försvinner den fysiska svårigheten, och förlagen framhåller skärpt upphovsrätt som sin räddning. Men då måste upphovsrätten tillämpas i relationen mellan förlag och läsare, vilket är en källa till många konflikter.

### Hybridförlag
En konsekvens av förändringen inom bokbranschen under 2000-talet är framväxten av så kallade hybridförlag. Dessa har en redaktionell urvalsprocess men överlämnar en större del av både ekonomisk risk och marknadsföring till författaren; de är således ett mellanting mellan traditionellt bokförlag och egenutgivning. I Sverige verkar bland annat Hoi förlag, Ekström & Garay och Lava inom detta marknadssegment.

## I olika länder

### Sverige
I Sverige finns omkring 1 000 bokförlag, varav de flesta är mycket små och drivs som enskild firma eller handelsbolag. Sett som antal professionella bokförlag var antalet 2011 omkring 300.
En undersökning baserad på bokslut för 2008 redovisade 11 svenska förlag med en omsättning överstigande 100 miljoner kronor. Av dessa var 6 allmänna förlag och resten läromedels- eller specialiserade fackboksförlag. Enligt en artikel i Boktugg 2019 hade 11 av Sveriges 50 största bokförlag en omsättning överstigande 100 miljoner kronor år 2018.
Svenska Förläggareföreningen grundades 1843 och hade 67 medlemmar år 2009. Föreningen delar ut Augustpriset och publicerar statistik om bokförsäljningen i Sverige. En del statistik omfattar enbart föreningens medlemsföretag, vilket ibland kan vara missvisande.

### Diktatur och censur
I diktaturländer används förlagsformen som ett led i censuren. Statligt ägda förlag med monopolställning kan refusera samhällskritiska böcker under förevändning att de inte håller tillräcklig litterär kvalitet. Den samhällskritiska litteraturen finner då andra vägar, genom underjordisk självpublicering. I Sovjetunionen kallades detta samizdat.